# キノシタ
キノシタとは、日本の作曲家、ボカロP、イラストレーター。代表曲「はやくそれになりたい！」「ポジティブ☆ダンスタイム」など。

## 略歴
幼少期からゲーム、漫画、アニメなどが好きだった。音楽に触れたのは小学生のときで、ピアノの先生が「音楽は楽しい」と教えてくれたことがきっかけだと語っている。その後、中学生から大学生にかけて「架空のゲームのBGM」を作り続けているうちに、友人で同じボカロPの「歩く人」にボカロを作らないかと誘われ、自身もボカロ楽曲制作を開始する。2016年7月に「そんな君が嫌いだ」を投稿してボカロPデビュー。その後「はやくそれになりたい！」「ポジティブ☆ダンスタイム」などがヒットし、両曲はニコニコ動画やYouTubeで共に100万回再生を突破している。

## 人物
- 作詞、作曲、編曲、調教、MVイラスト、編集を全て一人で行っている。
- 幼い頃から「キャラクター」が好きで、楽曲もクリプトン・フューチャー・メディアのキャラクター・ボーカル・シリーズなどのVOCALOIDキャラクター（初音ミク、鏡音リン、音街ウナなど）を題材にしたものである。
- 音楽的にはアニソン、ゲームミュージックに影響を受けており、ヒャダインやスーパーマリオシリーズ、星のカービィのBGMをよく聴いていたと語っている。またボカロ曲の中では、ハチ（米津玄師）からの影響と語っている[1][2]。

## ディスコグラフィ

### 配信限定シングル
| 発売日         | タイトル                   |
| -------------- | -------------------------- |
| 2016年12月26日 |                            |
| 2017年1月1日   |                            |
| 2017年8月30日  |                            |
| 2017年8月30日  |                            |
|                |                            |
|                |                            |
| 2020年2月22日  |                            |
| 2020年2月29日  |                            |
| 2020年3月7日   |                            |
| 2020年7月15日  |                            |
| 2020年8月30日  |                            |
| 2021年1月20日  |                            |
| 2021年3月31日  |                            |
| 2021年7月14日  |                            |
| 2021年8月7日   |                            |
| 2021年8月31日  |                            |
|                |                            |
|                |                            |
|                |                            |
|                |                            |
|                |                            |
|                |                            |
|                |                            |
| 2021年9月24日  |                            |
| 2021年10月1日  |                            |
| 2021年10月8日  |                            |
| 2021年10月14日 |                            |
| 2021年10月20日 |                            |
| 2021年11月4日  |                            |
| 2021年12月22日 |                            |
|                |                            |
|                |                            |
|                |                            |
|                |                            |
|                |                            |
|                |                            |
|                |                            |
| 2021年12月24日 | スターリースカイ☆パレード  |
| 2022年5月25日  | Glory Steady Go!           |
| 2022年7月2日   | エライエライエライ!        |
| 2022年8月7日   | なかよしステップ           |
| 2023年1月6日   | アストラルコンチェルト     |
| 2023年3月21日  | ぐるぐるめろメロディ♪      |
| 2023年8月7日   | Be The MUSIC!              |
| 2023年9月7日   | がおがおがあ!              |
| 2023年10月6日  | もっとはやくそれになりたい |
| 2023年11月10日 | ドンナモンダイアンサー     |
| 2023年12月8日  | ダッシュでにげろ!          |
| 2024年1月6日   | PON☆PON☆PARADE             |
| 2024年5月15日  | イッツ・マジックチューン   |